# K.K. Downing
Kenneth „K.K.” Downing Jr. (ur. 27 października 1951 w West Bromwich w Anglii) – brytyjski muzyk, kompozytor i gitarzysta. W 1969 roku wraz ze szkolnym kolegą Ianem Hillem założył grupę Judas Priest. W 2011 roku po ponad czterdziestu latach występów w Judas Priest Downing opuścił zespół. Jest obecnie właścicielem resortu golfowego Astbury Hall w okolicach Birmingham. Od 2019 stoi na czele grupy KK’s Priest.
Downing pochodzi z rodziny klasy robotniczej, a jego rodzice nawet w czasie, gdy Judas Priest zaczynał być popularny, nie doceniali jego kariery jako gitarzysty. Muzyk kupił swoją pierwszą gitarę w wieku 16 lat, a jednym z jego muzycznych idoli był Jimi Hendrix.
W 2004 roku muzyk wraz z Glenem Tiptonem został sklasyfikowany na 13. miejscu listy 100 najlepszych gitarzystów heavymetalowych wszech czasów według magazynu Guitar World.

## Instrumentarium
- Hamer KK Downing Signature Model[8]

## Dyskografia
| Album                           | Rok  | Uwagi                                                  | Źródło |
| ------------------------------- | ---- | ------------------------------------------------------ | ------ |
| Violent Storm - Violent Storm   | 2005 | gościnnie gitara w utworach „War No More” i „Deceiver” | [ 9 ]  |
| Queensrÿche – Frequency Unknown | 2013 | gościnnie gitara w utworze „Running Backwards”         | [ 10 ] |

## Filmografia
| Tytuł                                                            | Rok  | Rola        | Uwagi                                          | Źródło |
| ---------------------------------------------------------------- | ---- | ----------- | ---------------------------------------------- | ------ |
| „Dream Deceivers: The Story Behind James Vance vs. Judas Priest” | 1992 | jako on sam | film dokumentalny, reżyseria: David Van Taylor | [ 11 ] |
| „In a Metal Mood”                                                | 1996 | jako on sam | film dokumentalny, reżyseria: Henning Lohner   | [ 12 ] |